# Plan Hidrológico Nacional
El Plan Hidrológico Nacional (PHN) es un proyecto de gestión hídrica aprobado por el Parlamento español en 2005, modificando el Plan del 2001, y sustituyendo el trasvase del Ebro por el proyecto AGUA. El principal proyecto del Plan del 2001 era el trasvase del Ebro, un proyecto para transferir agua desde la cuenca del Ebro a Barcelona, Castellón, Valencia, Alicante, Murcia y Almería, que fue aprobado por el Parlamento en la legislatura 2000-2004.
El programa A.G.U.A. del Plan actual prevé asegurar la disponibilidad de 928 hm³/año en las 5 provincias a las que el Trasvase del Ebro les debía aportar (teóricamente) 1050 hm³/año, además de otros 135 nuevos hm³ para las provincias de Málaga y Gerona y de inversiones en las provincias de Tarragona y Albacete, de estos 1.163 hm³/año, 448 hm³ procederán de inversiones realizadas en mejoras en la gestión, ahorro, renovación de infraestructuras y reutilización, algo inexistente en el anterior PHN, mientras que los otros 715 hm³ procederán de la desalación. 
La inversión estimada del programa AGUA en Levante es de 3.900 millones de euros de los que se espera que 1200 mll. sea aportados por la UE a través de los fondos FEDER, frente al Trasvase del Ebro que preveía una inversión cercana a los 4.300 millones de euros sin posibilidad de disponer de fondos europeos.  
El precio del agua con el trasvase se estimaba en 0,31 €/m³ (52 pesetas/m³) antes de comenzar la propia obra, frente a los 0,36 €/m³ del agua desalada subvencionada para usos agrícolas y entre los 0,50 y 0,70 €/m³ del agua desalada para consumos urbanos, si bien hay que decir que los 0,31-0,52 euros del Trasvase eran una estimación ponderada, mientras que la UE exige pagar por la infraestructura que cada destinatario emplea, por lo que según la legislación europea un castellonense hubiese pagado mucho menos, mientras que alicantinos, murcianos y almerienses hubiesen pagado mucho más. El precio del agua desalada de la planta de Torrevieja, antes de la subvención, se calculaba en 2013 en 1,10 €/m³.
Ante la imposibilidad de trasvasar aguas del Ebro y ante la necesidad de limitar o poner fin al trasvase Tajo-Segura debido a los graves problemas medioambientales y económicos que la sequía está provocando en la cabecera del Tajo, desde 2008 se está planteando un trasvase del Tajo desde Extremadura al este de Castilla-La Mancha y la cuenca del Segura.

## Polémica
| AGUA PARA TODOS                         |
| --------------------------------------- |
| Agua para todos. Eslogan protrasvasista |

El nudo. Icono antitrasvasista.

Los detractores del trasvase del Ebro afirmaban, por un lado, que no existían caudales en el Ebro ni para trasvasar (el PHN decía que el Ebro tenía unos caudales anuales calculados en el periodo 1940-1996 de 17 300 hm³, mientras que en el periodo 1990-2008 el caudal real fue de 8542,9 hm³) ni para la propia subsistencia de los ecosistemas del Ebro, que el Ebro presenta una extrema irregularidad hídrológica (que en un momento dado puede aportar al mar 32 m³ y en otro 23 484 m³, un mes puede aportar al mar 440 hm³ y otro mes 1879 hm³ o que en un año puede aportar 3811 hm³ y otro año puede aportar 26 134 hm³) que impediría disponer de caudales en muchos de los años, en el alto consumo energético del travase (que contemplaba 10 estaciones de bombeo), en la incongruencia de no tener infraestructuras en el valle del Ebro para aprovechar el agua in situ, en los efectos del cambio climático sobre los caudales del Ebro, en la no consideración de medidas de control, ahorro, eficiencia y reutilización en las zonas deficitarias, en la falta de un control previo sobre el urbanismo y los cultivos ilegales y las incoherencias del propio trasvase que no aclaraba ni precio del agua, ni los consumos energéticos, ni el coste de construir nuevos reservorios, ni que pasaría los años hidrológicamente secos en el Ebro, ni si los años que no se pudiese trasvasar agua los receptores del trasvase deberían de seguir pagando la infraestrutura tal y como establece la legislación europea, ni los costes de la obra (que pasaron de 3700 a 4300 millones antes de comenzar), factores que propiciaron que la UE se opusiese tanto al proyecto como a su financiación, además tampoco se tenían en cuenta los problemas de contaminación, salinidad e invasión de especias foráneas en el Bajo Ebro, ni los problemas de salinización, hundimiento y regresión del delta del Ebro, ni los efectos económicos que provocaría en la pesca el descenso de la llegada de nutrientes y limos al Mediterráneo, ni el aumento de la salinidad marítima, ni el aumento de la temperatura del Mediterráneo que repercute en más frecuentes y viruelentas gotas frías en Valencia, Alicante y Murcia  o la misma merma en la llegada de sedimentos a las playas del Mediterráneo.
Por otra parte argumentaban la total disponibilidad del agua desalada de la máxima calidad, sin afecciones medioambientales, ni sociales y que en Alicante, Murcia y Almería se obtendría a precios más baratos que los del agua trasvasada.
La evolución del caudal del Ebro en Tortosa, en el periodo 1960-2008, es la siguiente:
- Década de los 60: 18 286,7 hm³/año.

- Década de los 70: 15 507,7 hm³/año.

- Década de los 80: 9574,1 hm³/año.

- Década de los 90: 8253,8 hm³/año.

- Media del periodo 2000-2008: 8832 hm³/año.[18]

Los defensores del trasvase del Ebro acusaron de insolidarios a los que se oponían al trasvase del Ebro alegándose que la desalación podía no ser viable desde el punto de vista económico ni ecológico. También consideraban elevados los costes energéticos y las emisiones de CO2 de esta alternativa aunque las desaladoras estaban contempladas en el antiguo PHN sólo de forma complementaria al trasvase. Los detractores del trasvase se ampararon en razones económicas, ecológicas y de desarrollo social, y recordaban el desarrollo desorbitado del urbanismo en el Levante (urbanizaciones, campos de golf, industrias...), mientras los territorios "donantes" no recibían ningún trato de favor o posibilidad de desarrollo. Los partidos políticos (PSOE, PP) defendieron cosas distintas dependiendo de la región en que se encontraban, situación que se mantiene en el caso del PP del levante, que no ha descartado del todo la opción de un trasvase del Ebro. Los detractores y defensores promulgaron campañas demagógicas y despectivas hacia los defensores del trasvase (véase campaña "Apadrina a un murciano" o "Agua para todos"). Las campañas mediáticas se polarizaron creando auténticos disparates, con los servicios informativos de las cadenas de televisión contraponiendo imágenes del Ebro desbordado a su paso por Zaragoza y las tierras secas del sur y el Levante, obviando hechos lógicos como que el Ebro solo se desborda puntualmente o que es imposible estancar su agua (habría que inundar ciudades o pueblos...).
Además, la presión urbanística está contribuyendo a la degradación de los recursos hídricos y los ecosistemas acuáticos. El objetivo de protección de los recursos hídricos y los ecosistemas es clave, dada la importancia de las actividades turísticas actuales y potenciales en el sureste peninsular.
Las medidas a tomar deben examinarse con cuidado para no perjudicar a la agricultura del sureste, que es la más dinámica del país, y evitar su destrucción y abandono puesto que ello favorece la desertización de la zona, y también hay que tener en cuenta la enorme presión y especulación urbanística así como el precedente de los inconvenientes y malos usos del trasvase Tajo-Segura.
La solución del problema de escasez y degradación de los recursos hídricos en el sureste, requiere la cooperación de los agricultores para conseguir la acción colectiva en la protección de los recursos hídricos. Una carga excesiva sobre los agricultores supondrá el fracaso de cualquier medida. 
Es justo también decir, que la modernización llevada a cabo en regadíos, así como la depuración de aguas residuales hacen por ejemplo a la Región de Murcia, ser ejemplo a nivel mundial, tan solo comparable a las acciones desarrolladas en Israel. Cabe destacar como ejemplo que mientras en toda la cuenca del Segura (que abastece a 2 millones de personas) se consumen 2 hm³ de agua semanales en verano, en el resto de España esta cifra supera habitualmente los 900 (450 veces más). Otro ejemplo es el del consumo medio, mientras que el de un murciano se cifra en 180 l/día en San Sebastián esta cifra llega a 300.[cita requerida]
Sin embargo, estas cantidades, aunque parezcan pequeñas, son todavía mejorables, como muestra el consumo promedio anual en Zaragoza que actualmente es de 100 l/día. En esto influyen factores como la pérdida de agua por la red de canalización, que suele ser de un 30 %. También decir que esta habitual escasez de agua determinan que mientras en la cuenca hidrográfica del Segura las pérdidas por fugas en canalizaciones solo es del 7 % en la Confederación Hidrográfica del Ebro está calculada en un 4 %.[cita requerida]
En cualquier caso, el consumo de agua urbano e industrial supone un pequeño porcentaje del total, ya que el 80 % del agua que se consume en España se dedica a agricultura. Por lo que las medidas y campañas de ahorro de agua en las ciudades, al final, tienen un impacto muy limitado en el consumo total de agua.
En resumen, se trata de un tema polémico por el simple hecho de que el agua es tratado de forma totalmente distinta al de otros recursos, ya que es el principal medio de desarrollo y prosperidad, además de ser esencial para vivir.
A pesar de todo, España sigue siendo con clara diferencia, el país europeo con mayor cantidad media de agua embalsada.[cita requerida]
También es el país europeo con una mayor tradición de gestión del agua (Bronce de Contrebia Belaisca del 89 a. C., presas de Almonacid de la Cuba, Proserpina y Cornalvo; Tribunal de las Aguas de Valencia en funcionamiento durante los últimos mil años). Las ventajas que tenemos en España y que no tienen los demás países europeos son:
- Autoridades de cuenca para la planificación y control desde hace casi 100 años.
- Gestión federal (o central) del agua en lugar de estatal o provincial.
- Los representantes de los usuarios en las subcuencas (juntas de explotación) al cargo de todas las decisiones de gestión.

El único caso de gestión sostenible de un gran acuífero a nivel mundial se da en Albacete, en el acuífero de Mancha Oriental. El agua, en especial para regadío y para medioambiente, es un bien comunal con externalidades medioambientales, por lo que las políticas no pueden basarse en los instrumentos económicos. Es necesario conseguir la cooperación de los agentes para cuidar el recurso hasta alcanzar la acción colectiva.